# Sorin Matei
Sorin Matei, född den 6 juli 1963, Bukarest,  är en rumänsk före detta friidrottare som tävlade i höjdhopp. 
Matei är en av få höjdhoppare som klarat 2,40 eller mer i höjdhopp. Mateis personliga rekord 2,40 noterades vid en tävling i Bratislava 1990. 
Trots att Matei tillhör de hoppare som hoppat högst har han inte lyckats vid något större mästerskap utomhus. Två gånger har Matei hamnat på prispallen inomhus; vid inomhus-EM 1988 då han blev trea och 1992 då han blev tvåa.